# Möbel Kraft

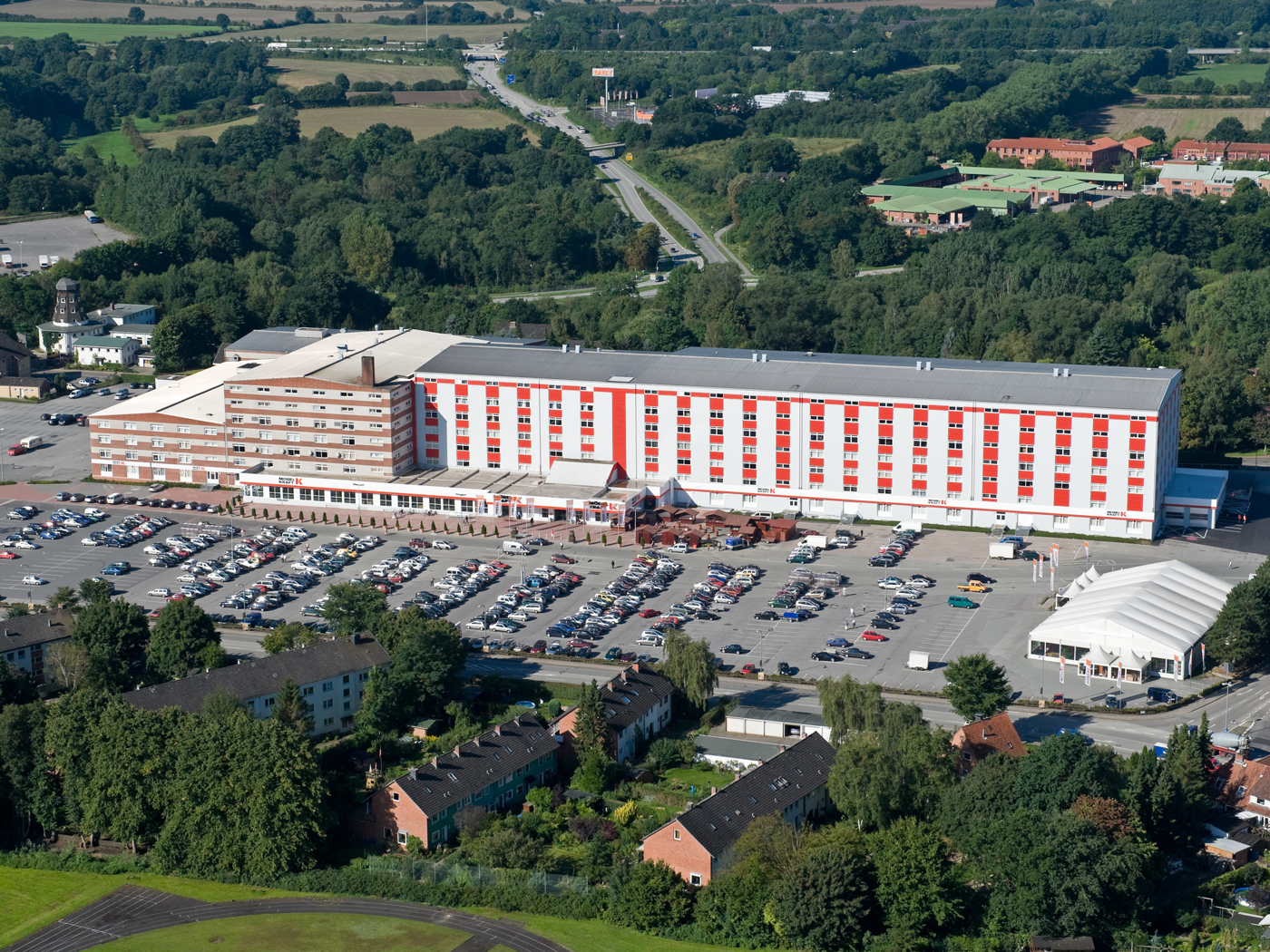
Möbel-Kraft-Einrichtungshaus in Bad Segeberg

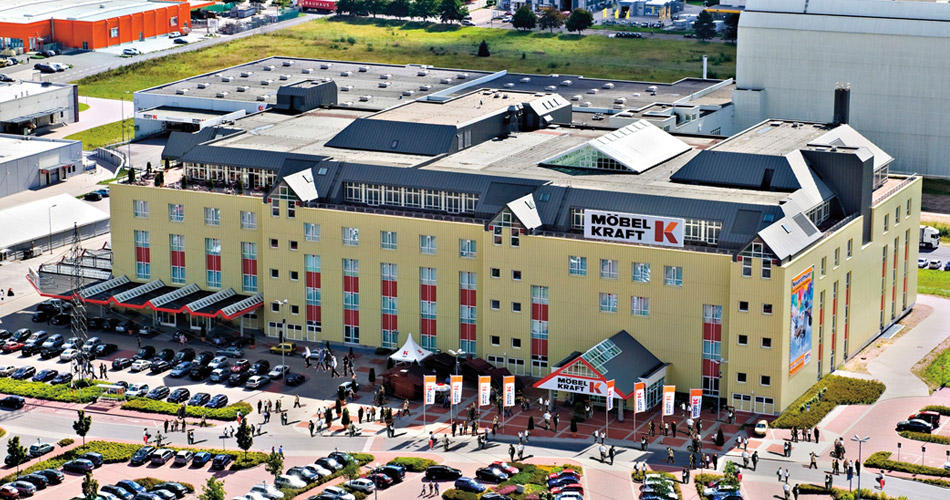
Möbel-Kraft-Einrichtungshaus in Buchholz i. d. Nordheide

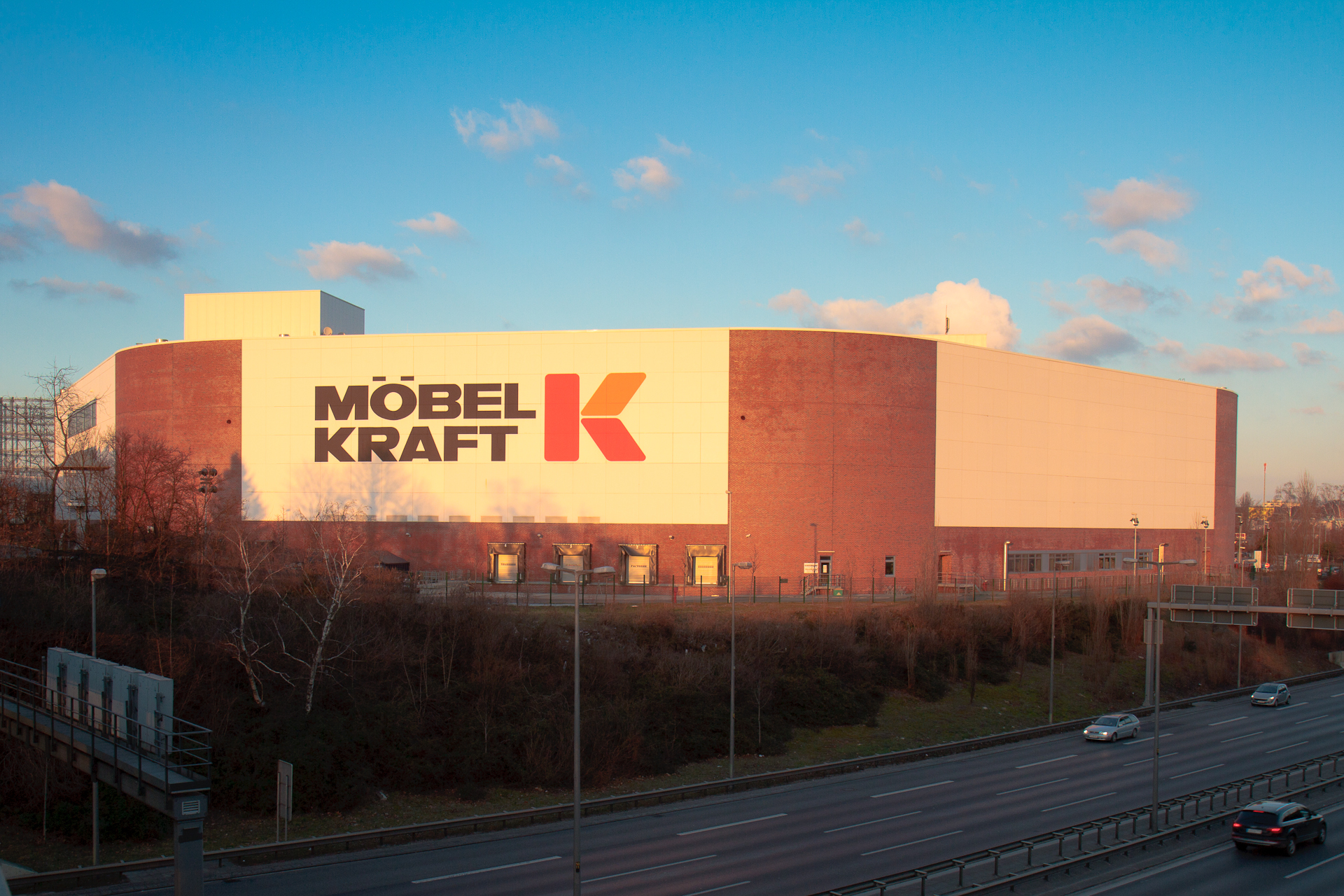
Ehemaliger Möbel Kraft-Standort in Berlin-Schöneberg

Die Möbel Kraft AG ist ein Einzelhandelsunternehmen in der Möbelbranche. Die Gesellschaft hat ihren Sitz in Bad Segeberg in Schleswig-Holstein. Das norddeutsche Unternehmen betreibt insgesamt acht Einrichtungshäuser in fünf Bundesländern. Möbel Kraft gehört zur Krieger Handel Holding SE & Co. KG, der auch Möbel Höffner sowie Sconto angehören.

## Geschichte
Möbel Kraft wurde 1893 von Tischler Hinrich Kraft als kleine Möbeltischlerei gegründet. Dessen Sohn, der Tischlermeister Artur Kraft, baute, getragen von dem großen Bedarf an Neumöbeln in der Nachkriegszeit, das rot-weiße Bad Segeberger Möbelhaus auf. 1973 traten die Söhne Gerhard und Reinhard Kraft (gestorben 2018) in das Unternehmen ein.
Im Jahr 2004 stieg der Möbelunternehmer Kurt Krieger, Inhaber des Möbelhauses Höffner, bei der Möbel Kraft AG ein. Seit 2021 ist Möbel Kraft eine 100-prozentige Tochtergesellschaft der Krieger Handel Holding SE & Co. KG.

## Standorte

### Stammhaus Bad Segeberg
Seit der letzten Modernisierung und Erweiterung im Sommer 2008 verfügt das Stammhaus über etwa 45.000 m² Verkaufsfläche auf vier Etagen.
(Lage)

### Filialen
Die Krieger/Höffner-Gruppe flaggt ihre Möbelhäuser häufiger um zwischen den aktuellen Marken Höffner, Kraft, Sconto und früher Walther und Finke. Heute (2024) gibt es 7 Möbel-Kraft-Filialen.

#### Buchholz in der Nordheide
- Das zweite Kraft-Einrichtungshaus wurde 2001 in Buchholz in der Nordheide in der südlichen Metropolregion Hamburg eröffnet. Dort befand sich bereits seit 1987 ein Auslieferungslager. Dieses Möbelhaus wurde 2004 umgebaut und Ende desselben Jahres wieder eröffnet. Es verfügt über etwa 30.000 m² Verkaufsfläche auf fünf Etagen. (Lage)

#### Berlin
- 2016 tauschte Kraft den 2007 im Berliner Ortsteil Schöneberg eröffneten Standort mit Höffner gegen das bisherigen Höffner-Stammhaus an der Pankstraße in Berlin-Gesundbrunnen. (Lage)

- Im September 2017 übernahm Möbel Kraft von Höffner den Standort an der Märkischen Spitze in Berlin-Marzahn.[5] (Lage)

#### Dresden, Taucha, Peißen
Am 14. April 2009 eröffneten drei weitere Filialen in Dresden-Altfranken, Leipzig-Taucha und Halle-Peißen. Die Verkaufsflächen betragen jeweils etwa 30.000 m². Bei diesen Standorten handelt es sich um ehemalige Möbel-Walther-Häuser.
- Dresden-Altfranken (Lage)
- Taucha (nordöstlich von Leipzig) (Lage)
- Peißen (nordöstlich von Halle (Saale)) (Lage)

#### Erfurt
- Seit dem 2. Juli 2020 wurde die letzte bestehende Finke-Filiale, die ebenfalls von Krieger übernommen wurde, in Möbel Kraft umgeflaggt.[6][7]

#### Ehemalige Filialen
2024 wurde eine 2007 vom weiteren Höffner-Unternehmen Möbel Walther in Vogelsdorf östlich von Berlin übernomme Filiale geschlossen und nach Umbau als Höffner wieder eröffnet.
Im Juni 2020 wurde eine Finke-Filiale in Jena in Kraft umgeflaggt. Im Jahr 2022 wurde auch dieser Markt zunächst geschlossen und später als Sconto wiedereröffnet.

## Sortiment
Das Hauptsortiment des Unternehmens umfasst ca. 100.000 Produkte aus dem Bereich Wohnen. Als Einrichtungshaus bietet Möbel Kraft zusätzlich zum Möbelsortiment auch Haushaltswaren, Teppiche, Lampen und Wohnzubehör. Außerdem gibt es jeweils ein Restaurant und an den meisten Standorten auch ein Kinderland.

## Sport-Sponsoring
Möbel Kraft war Titelsponsor der Hamburg-Marathons 2009 und 2010. Außerdem war Möbel Kraft für zwei Spielzeiten Trikotsponsor des VfB Lübeck.